# Château-l'Hermitage
Château-l'Hermitage é uma comuna francesa na região administrativa do País do Loire, no departamento de Sarthe. Estende-se por uma área de 9.39 km². Em 2010 a comuna tinha 254 habitantes (densidade: 27,1 hab./km²).